# Aston Carter
Aston Carter är ett brittiskt IT-rekryteringsföretag. Företaget grundades 1997 av Sean Zimdahl som fortfarande besitter posten som VD över bolaget. Aston Carter har verksamhet i 16 länder, bland andra Frankrike, Belgien, Sverige, Singapore och Hongkong. Aston Carter har över 600 anställda och en omsättning på över 1 miljard pund (ca 10 miljarder kronor). Aston Carter rekryterar enkom IT-kompetens och gör det för närvarande inom den offentliga och privata sektorn för finans, läkemedel, telekommunikation, detaljhandel och konsultföretag. Aston Carter ägs sedan 2011 av amerikanska Allegis Group, världens största privatägda rekryteringsföretag. 
Aston Carter har sitt huvudkontor på Bonhill Street i London.  